# 小威廉·R·凯南
小威廉·R·凯南（英語：William R. Kenan Jr.，1872年4月30日—1965年7月28日）是一位美国化学家、工程师和慈善家，生于北卡罗来纳州威尔明顿，在美国、澳大利亚和德国建立过乙炔生产工厂。